# Neetu Singh
Neetu Singh (New Delhi, 8 juli 1958) is een Indiaas actrice die voornamelijk in Hindi films speelt.

## Biografie
Singh begon haar filmcarrière als kindacteur in Suraj (1966). Dit werd gevolgd door rollen in andere hitfilms zoals Dus Lakh (1966), Do Kaliyaan (1968) en Waris (1969). Ze werd vooral gewaardeerd voor het spelen van de dubbele rol van tweelingzusjes in Do Kaliyaan. In de meeste van deze films werd ze gecrediteerd als Baby Sonia. In 1973 speelde ze haar eerste hoofdrol als volwassene in Rickshawala. Haar doorbraak maakte ze met haar verschijning in het lied "Lekar Hum Deewana Dil" in de kaskraker Yaadon Ki Baaraat (1973). De romantische films Rafoo Chakkar (1975) en Khel Khel Mein (1975) maakten van haar en toekomstige echtgenoot Rishi Kapoor een populair filmkoppel, en verschenen ze vervolgens samen in meerdere films, waaronder de hits Kabhi Kabhie (1976) en Amar Akbar Anthony (1978). 
Na haar huwelijk in 1980 stopte ze met acteren. Haar laatste film die werd uitgebracht was Ganga Meri Maa (1983). Ze ontkende dat het beeïndigen van haar carrière iets te maken had met de Kapoor traditie, dat vrouwen niet in de filmindustrie mogen werken, maar geheel haar eigen keus was. Het stel kreeg twee kinderen, waaronder acteur Ranbir Kapoor.
Vijfentwintig jaar later maakte Singh een terugkeer en was ze te zien in een gastoptreden in Love Aaj Kal (2009). Ook is zij samen met haar zoon en haar man te zien in Besharam (2013).

## Filmografie

### Films
| Jaar | Film                   | Rol                         | Opmerking                      |
| ---- | ---------------------- | --------------------------- | ------------------------------ |
| 1966 | Suraj                  | jonge Geeta                 | als kind                       |
| 1966 | Dus Lakh               | Roopa                       | als kind                       |
| 1968 | Do Dooni Char          | Ban Devi                    | als kind                       |
| 1968 | Do Kaliyaan            | Ganga/ Jamuna               | als kind                       |
| 1969 | Waris                  | Munni                       | als kind                       |
| 1970 | Ghar Ghar Ki Kahani    | Roopa                       | als kind                       |
| 1970 | Pavitra Paapi          | Vidya                       | als kind                       |
| 1973 | Rickshawala            | Kiran                       |                                |
| 1973 | Yaadon Ki Baaraat      |                             | nummer "Lekar Hum Deewana Dil" |
| 1974 | Shatranj Ke Mohre      |                             |                                |
| 1974 | Aashiana               |                             |                                |
| 1974 | Zehreela Insaan        | Margaret                    |                                |
| 1974 | Hawas                  | haarzelf                    |                                |
| 1975 | Khel Khel Mein         | Nisha                       |                                |
| 1975 | Rafoo Chakkar          | Ritu                        |                                |
| 1975 | Zinda Dil              | Jyoti Chand                 |                                |
| 1975 | Deewaar                | Veera Narang                |                                |
| 1975 | Sewak                  | Rasiya                      |                                |
| 1976 | Sharafat Chod Di Maine | Radha                       |                                |
| 1976 | Shankar Dada           | Roopa Verma                 |                                |
| 1976 | Kabhie Kabhie          | Pinky Kapoor                |                                |
| 1976 | Maha Chor              | Neetu                       |                                |
| 1976 | Bhala Manus            | Meena                       |                                |
| 1977 | Aadalat                | Geeta Verma                 |                                |
| 1977 | Dharam Veer            | Roopa                       |                                |
| 1977 | Amar Akbar Anthony     | Dr. Salma Ali               |                                |
| 1977 | Parvarish              | Neetu                       |                                |
| 1977 | Doosra Aadmi           | Timsi                       |                                |
| 1977 | Dhongee                | Neelima                     |                                |
| 1977 | Maha Badmaash          | Seema/ Pinky                |                                |
| 1977 | Ab Kya Hoga            | Chitralekha                 |                                |
| 1977 | Priyatama              | Dolly                       |                                |
| 1977 | Andolan                |                             |                                |
| 1978 | Kasme Vaade            | Neeta                       |                                |
| 1978 | Heeralal Pannalal      | Neelam                      |                                |
| 1978 | Anjane Mein            | Rani                        |                                |
| 1978 | Chakravyuha            | Chhaya                      |                                |
| 1979 | Jhoota Kahin Ka        | Anita Verma/ Sheetal Khanna |                                |
| 1979 | The Great Gambler      | Mala                        |                                |
| 1979 | Aatish                 | Shanno                      |                                |
| 1979 | Kaala Patthar          | Channo Singh                |                                |
| 1979 | Yuvraj                 | Rajkumari Pallavi           |                                |
| 1979 | Duniya Meri Jeb Mein   | Neeta                       |                                |
| 1979 | Jaani Dushman          | Gauri                       |                                |
| 1980 | Chunaoti               | Roshni Singh                |                                |
| 1980 | The Burning Train      | Madhu                       |                                |
| 1980 | Dhan Daulat            | Shanti                      |                                |
| 1980 | Choron Ki Baaraat      | Anju                        |                                |
| 1981 | Ek Aur Ek Gyarah       | Rekha                       |                                |
| 1981 | Khoon Ka Rishta        | Sonia                       |                                |
| 1981 | Yaarana                | Komal                       |                                |
| 1981 | Waqt Ki Deewar         | Soni                        |                                |
| 1982 | Chorni                 | Deepa                       |                                |
| 1982 | Raaj Mahal             | Rajkumari Ratna             |                                |
| 1982 | Teesri Aankh           | Nisha                       |                                |
| 1983 | Ganga Meri Maa         | Neetu                       |                                |
| 1983 | Jaane Jaan             | Meena                       |                                |
| 2009 | Love Aaj Kal           | oudere Harleen Kaur         | gastoptreden                   |
| 2010 | Do Dooni Chaar         | Kusum Duggal                |                                |
| 2012 | Jab Tak Hai Jaan       | Pooja                       | gastoptreden                   |
| 2013 | Besharam               | agente Bulbul Chautala      |                                |
| 2022 | Jugjugg Jeeyo          | Geeta Saini                 |                                |

### Webseries
| Jaar | Serie                                  | Rol      | Platform |
| ---- | -------------------------------------- | -------- | -------- |
| 2024 | Fabulous Lives vs Bollywood Wives (S3) | haarzelf | Netflix  |